# Саксанохур
Саксаноху́р (тадж. Саксанохур) — современное название эллинистического поселения Греко-Бактрийского и Кушанского царств, расположенного в селе Шафтолубог близ Фархора на плато пахотных земель недалеко от слияния рек Сурхоба и Пянджа, на юге современного Таджикистана.
Это место представляет собой прямоугольное поселение с цитаделью в северо-восточном углу, возвышающейся на три метра над окружающей территорией. Главное сооружение цитадели представляет собой укреплённое дворцовое здание с большим внутренним двором площадью около 50 метров с каждой стороны. С западной, восточной и южной сторон внутренний двор окружён узким коридором, который ведёт к ряду других комнат. На южной стороне двора находится вестибюль с четырьмя колоннами, известный как айван. Дверь айвана ведёт в южный изолирующий коридор, а оттуда в большой зал шириной около 15 м и длиной 22 м с двумя колоннами. Все колонны принадлежат к «свободному» коринфскому ордеру. Общая планировка дворца, «изолирующие коридоры», айван и использование свободного коринфского ордера — всё это отличительные бактрийские черты, общие с дворцовым комплексом в близлежащем греко-бактрийском месте Ай-Ханум. Эти факторы позволяют предположить, что, как и дворец Ай-Ханум, Саксанохур был построен во II веке до нашей эры. Находки керамики также подтверждают эту дату.
К югу от цитадели были раскопаны помещения гончаров. Вся найденная там керамика относится к кушанскому периоду, вплоть до четвертого века нашей эры, что указывает на то, что это место продолжало быть заселённым в поздней античности.
Саксанохур был раскопан советскими археологами с 1966 по 1967 год и с 1973 по 1977 год, когда большая часть этого места уже была сровнена с землей.

#### На русском языке
- Литвинский, Б. А; Мухитдинов, Х. Ю (1967). // «Античное городище Сакаснохур (Южный Таджикистан)». С. 112—113.
- Литвинский, Б. А; Мухитдинов, Х. Ю (1969). // «Античное городище Сакаснохур (Южный Таджикистан)». Советская Археология. С. 160—178.
- Древности Таджикистана (1985). // Каталог выставки. Душанбе, с. 115.

#### На английском языке
- Mairs, Rachel (2016). The Hellenistic Far East : archaeology, language, and identity in Greek Central Asia. Berkeley. pp. 79-82.
- Lindström, Gunvor (2021). «Southern Tajikistan».